# Ingrid de Oliveira
Ingrid de Oliveira (ur. 7 maja 1996 w Rio de Janeiro) – brazylijska skoczkini do wody, olimpijka z Rio de Janeiro, Tokio oraz Paryża.

## Kariera
Podczas letnich igrzysk olimpijskich młodzieży w 2014 roku zajęła 5. miejsce w skokach z wieży 10-metrowej dziewcząt.
W 2015 roku zdobyła srebrny medal na igrzyskach panamerykańskich w Toronto, w konkurencji wieża 10 m par synchronicznie (jej partnerką była Giovanna Pedroso).
W 2016 roku reprezentowała Brazylię na igrzyskach olimpijskich. Wraz z Giovanną Pedroso zajęła 8. miejsce na osiem zespołów w skokach synchronicznych z wieży 10-metrowej i 22. miejsce w skoku z wieży 10-metrowej kobiet.
Na igrzyskach Ameryki Południowej w 2018 roku zdobyła złoto w skokach indywidualnych z wieży 10-metrowej i brąz w skokach synchronicznych z wieży 10-metrowej.
Wzięła udział w igrzyskach olimpijskich w Tokio w 2021 roku, zajmując 24. miejsce w skokach z wieży 10-metrowej kobiet.
Na mistrzostwach świata w pływaniu w 2022 roku osiągnęła najlepszy wynik w historii brazylijskich skoków do wody, zajmując czwarte miejsce w konkurencji skoków z wieży 10-metrowej.
Na mistrzostwach świata w pływaniu w 2023 roku ponownie znalazła się w finale, zajmując tym razem 12. miejsce w skokach z wieży 10-metrowej kobiet.
Podczas igrzysk panamerykańskich w 2023 roku Ingrid de Oliveira i Giovanna Pedroso zdobyły brązowy medal w skokach synchronicznych z wieży 10-metrowej kobiet.

## Kontrowersje
Podczas igrzysk olimpijskich w Rio de Janeiro w 2016 roku stała się obiektem skandalu seksualnego, kiedy to w noc przed zawodami w skokach synchronicznych wyprosiła z pokoju w wiosce olimpijskiej swoją partnerkę Pedroso, gdzie następnie uprawiała seks ze swoim ówczesnym chłopakiem, reprezentantem Brazylii w kajakarstwie Pedro Henrique Gonçalvesem da Silvą, co rzekomo miało mieć wpływ na bardzo słaby występ obu kobiet następnego dnia. W następstwie ujawnionej afery została wykluczona z wioski i delegacji olimpijskiej po konflikcie z Pedroso.